# 梅乃家梅英
梅乃家 梅英（うめのや うめひで、生没年不詳）とは、明治時代の大坂の浮世絵師。

## 来歴
歌川芳梅の門人、大坂の人。作画期は明治初期とされ役者絵などを残している。

## 作品
- 「勝軍万歳かへうた」　大判錦絵　国立劇場所蔵